# Superior (Colorado)
Pour les articles homonymes, voir Superior.
Superior est une ville américaine située dans les comtés de Boulder et de Jefferson, dans le Colorado.
La ville est nommée d'après Superior, dans le Wisconsin.

## Démographie
Selon le recensement de 2010, Superior compte 12 483 habitants, résidant tous dans le comté de Boulder. La municipalité s'étend sur 4,00 milles carrés (10,36 km2), dont seulement 0,14 milles carrés (0,36 km2) dans le comté de Jefferson.
| 1910 | 1920 | 1930 | 1940 | 1950 | 1960 |
| ---- | ---- | ---- | ---- | ---- | ---- |
| 349  | 233  | 160  | 205  | 134  | 173  |

| 1970 | 1980 | 1990 | 2000  | 2010   | - |
| ---- | ---- | ---- | ----- | ------ | - |
| 171  | 208  | 255  | 9 011 | 12 483 | - |